# Aldéric Laurendeau
Pour les articles homonymes, voir Laurendeau.
Aldéric Laurendeau (25 septembre 1890-11 janvier 1961) fut un médecin et homme politique municipal et fédéral du Québec.

## Biographie
Né à Saint-Gabriel-de-Brandon dans la région de Lanaudière, Aldéric Laurendeau exerce le métier de médecin. Lors des élections de 1945, il est élu député du Parti libéral du Canada dans la circonscription de Berthier—Maskinongé. Il ne se représente pas en 1949. 
Il a aussi été maire de sa municipalité natale de Saint-Gabriel-de-Brandon pendant huit ans.